# Stanley Cohen (biochemicus)
Stanley Cohen (Brooklyn (New York), 17 november 1922 –  Nashville (Tennessee), 5 februari 2020) was een Joods-Amerikaanse biochemicus die in 1986, samen met zijn collega Rita Levi-Montalcini, de Nobelprijs voor Fysiologie of Geneeskunde won voor hun ontdekkingen op het gebied van groeifactoren. Cohen was verbonden aan de Vanderbilt University School of Medicine in Nashville, Tennessee.

## Biografie
De in New York geboren Stanley Cohen is de zoon van kleermaker Louis Cohen en Fannie Feitel Cohen, beide joodse immigranten uit Rusland. Hij studeerde scheikunde en zoölogie aan het Brooklyn College, waar hij in 1943 zijn bachelorgraad behaalde. Nadat hij enige tijd als microbioloog bij een melkverwerkingsbedrijf had gewerkt om geld te verdienen, haalde hij in 1945 zijn masterdiploma zoölogie aan het Oberlin College. In 1948 promoveerde hij aan de faculteit voor biochemie van de Universiteit van Michigan op een proefschrift over het stofwisselingsmechanisme van de regenworm.
In de jaren vijftig werkte hij samen met Arthur Kornberg en later met Levi-Montalcini aan de Washington-universiteit in Saint Louis, waar hij samen met Levi-Montalcini de Nerve growth factor (NGF) en de Epidermal growth factor (EGF) ontdekten. Voor deze ontdekking ontving hij samen met Levi-Montalcini de Nobelprijs. Hun bevindingen zijn fundamenteel gebleken voor het begrijpen van de ontwikkeling van kanker en het ontwerpen van geneesmiddelen tegen kanker. Vanaf 1959 tot 1999 zette hij aan de Vanderbilt University als universitair docent op de faculteit biochemie zijn onderzoek naar deze groeifactoren voort.

## Belangrijke wetenschappelijk onderscheidingen
- In 1983 ontving Stanley Cohen de Louisa Gross Horwitz Prize van de Columbia-universiteit, samen met collega's Rita Levi-Montalcini en Viktor Hamburger
- In 1986 ontving hij samen met Rita Levi-Montalcini de Nobelprijs voor Fysiologie of Geneeskunde
- In 1986 won hij, eveneens samen met Rita Levi-Montalcini, de Albert Lasker Award
- In 1986 ontving hij de National Medal of Science, de hoogste wetenschappelijke onderscheiding in de Verenigde Staten